# Stekelspoorvezelkop
De stekelspoorvezelkop (Inocybe calospora) is een schimmel behorend tot de familie Inocybaceae. Hij vormt ectomycorrhiza met loofbomen, meestal in bossen, soms in lanen op droog tot matig vochtig, kalkrijk tot zwak zuur zand of leem.

## Kenmerken
Hoed
De hoed heeft een diameter tot 2 cm. De kleur is roodbruin tot rossig of donker vaalbruin. De stuctuur wollig-viltig, later met donkere, opstaande, fijne vezelige schubjes.
Lamellen
De lamellen zijn bruin.
Steel
De steel is 4 × 0,25 cm. De kleur is bruinachtig roze en donkerder naar de basis. De steel heeft een uitgebreide en dichte, maar vergankelijke berijping.

## Verspreiding
In Nederland komt hij zeldzaam voor. Hij staat op de rode lijst in de categorie 'Bedreigd'.

## Foto's

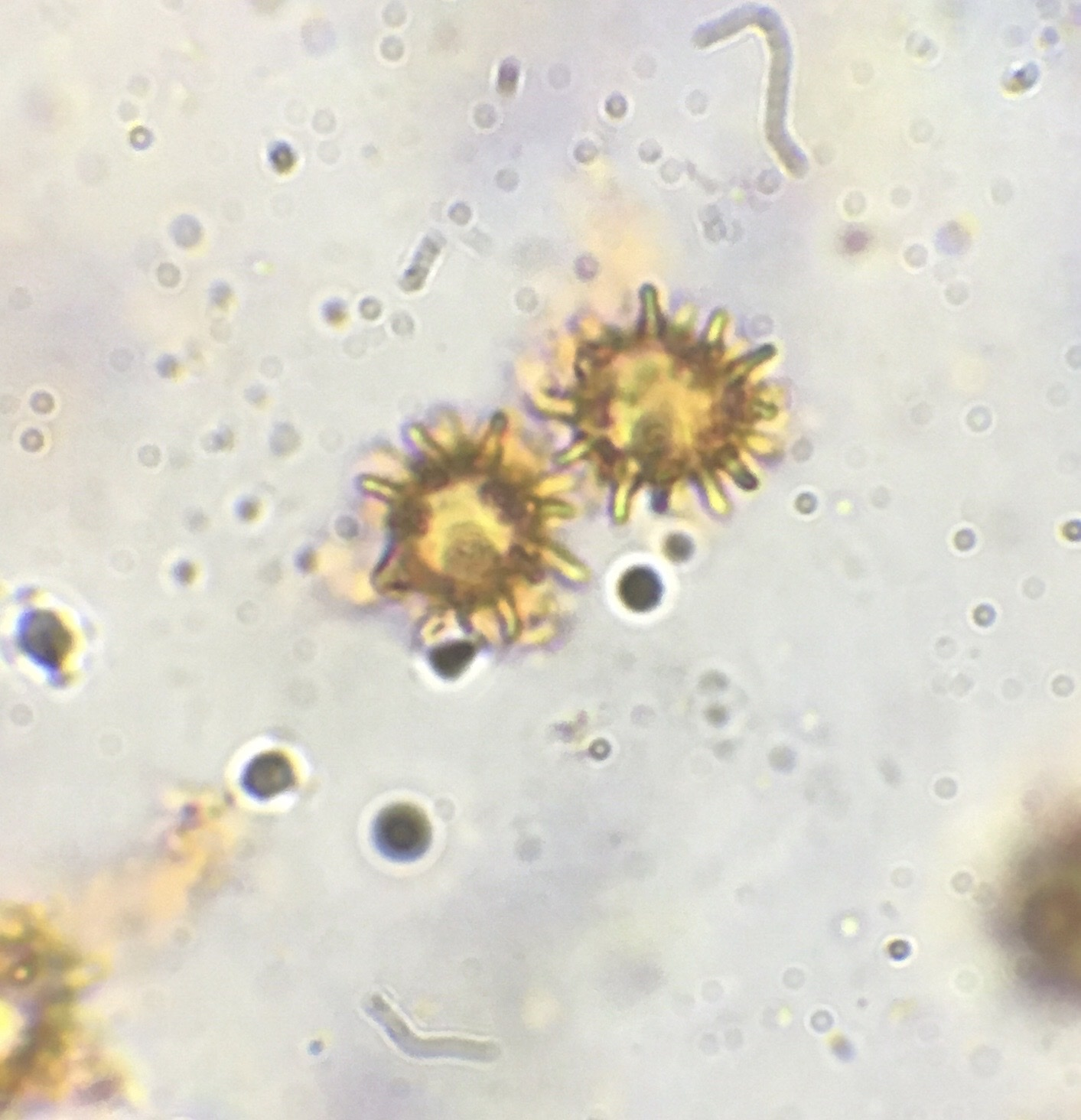
Sporen
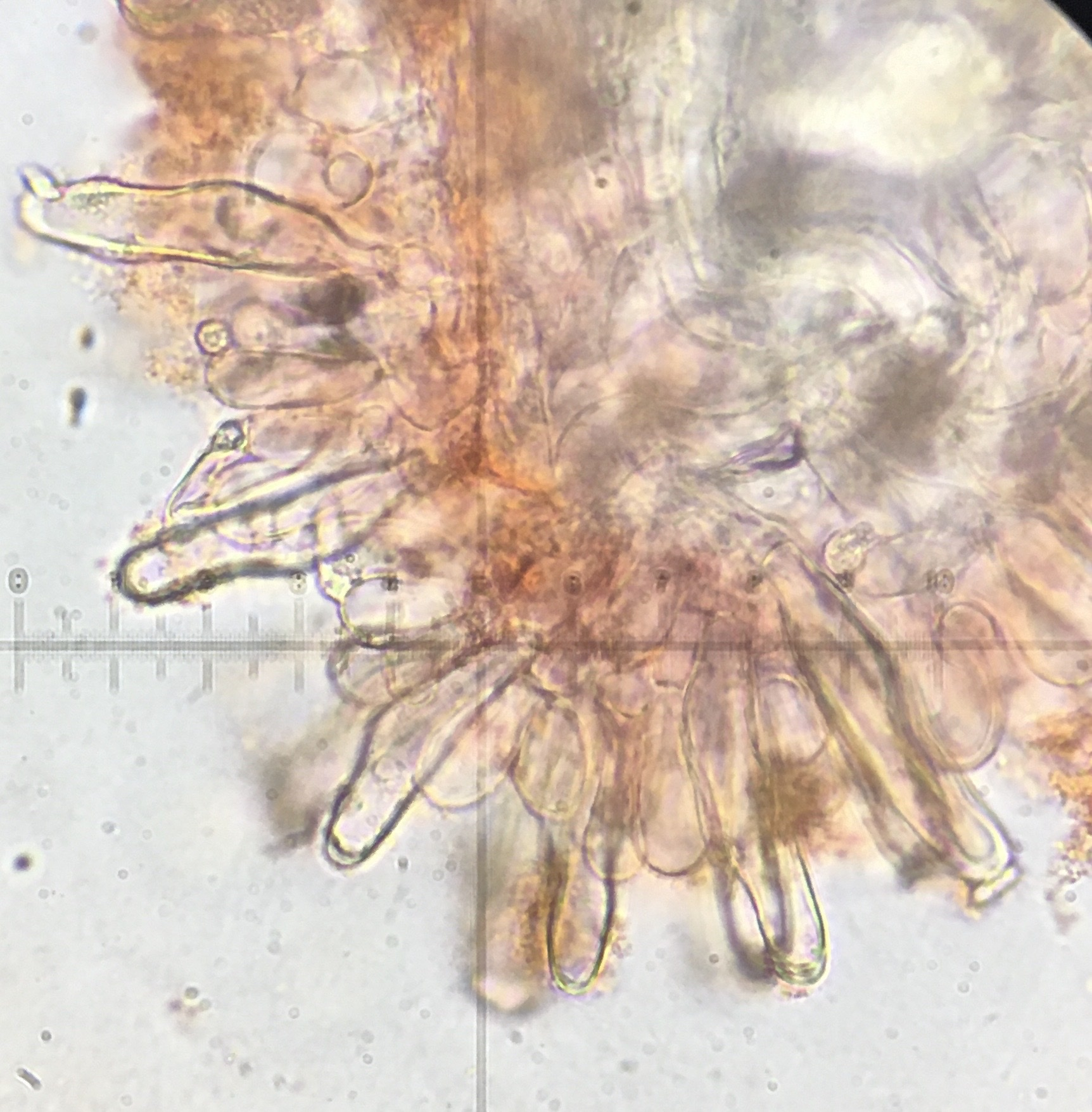
Cystidia